# جایزه بزرگ آفریقای جنوبی ۱۹۶۵
جایزه بزرگ آفریقای جنوبی ۱۹۶۵ (انگلیسی: ‎1965 South African Grand Prix‎) یک مسابقهٔ موتوری در رشتهٔ اتومبیل‌رانی فرمول یک بود که در تاریخ ۱ ژانویهٔ ۱۹۶۵ در پیست پرنس جورج واقع در لندن شرقی، آفریقای جنوبی برگزار شد. این گراند پری در میان ۱۰ گراند پری در فصل ۱۹۶۵، مسابقهٔ شمارهٔ ۱ بود.
در این مسابقه که در ۸۵ دور و به مسافت ۳۳۳٫۱۷۵ کیلومتر (۲۰۷٫۰۲۵ مایل) برگزار شد، پول پوزیشن توسط جیم کلارک کسب شد و سریع‌ترین زمان برای طی یک دور پیست که برابر با ۱:۲۷٫۶ بود نیز توسط جیم کلارک به ثبت رسید.
جیم کلارک از تیم لوتوس-کلیمکس، جان سرتیز از تیم فراری و گراهام هیل از تیم بی‌آرام به‌ترتیب مقام‌های اول تا سوم مسابقه را کسب کردند.

## رده‌بندی قهرمانی پس از مسابقه
| جایگاه | راننده      | امتیاز |
| ------ | ----------- | ------ |
| ۱      | جیم کلارک   | ۹      |
| ۲      | جان سرتیز   | ۶      |
| ۳      | گراهام هیل  | ۴      |
| ۴      | مایک اسپنس  | ۳      |
| ۵      | بروس مک‌لارن | ۲      |
| منبع:  |             |        |

| جایگاه | سازنده       | امتیاز |
| ------ | ------------ | ------ |
| ۱      | لوتوس-کلیمکس | ۹      |
| ۲      | فراری        | ۶      |
| ۳      | بی‌آرام       | ۴      |
| ۴      | کوپر-کلیمکس  | ۲      |
| منبع:  |              |        |

یادداشت
- تنها پنج جایگاه نخست از هر رده‌بندی نمایش داده شده‌است.